# Kaze Ghost Warrior
Kaze Ghost Warrior je kratki CGI animirani film. Traje dvadeset minuta, a jedini tvorac filma je Timothy Albee.

## Priča
Film počinje s Itsuom koji pripovijeda o carskoj obitelji ubijenoj prije mnogo godina. Također spomene Bay koja je ubijena zajedno s ostatkom obitelji. Kaze, koji je bio zaljubljen u nju, otkrio je plan da se svrgne carska obitelj, ali je ubijen. Kasnije nekoliko ubojica s Yashinom na čelu posjeti Itsuovu gostionicu i počne se zabavljati prijeteći konobaru. Ubrzo dođe i Kaze i, nakon što se banda namjeri na njega, pretuče ubojice i izbaci ih. Itsua se zahvali i zadrži Kazea. Nakon kraćeg razgovora sazna da je Kaze kapetan straže koji želi osvetiti carsku obitelj kojoj je služio. Itsua se ponudi da pomogne, ali Kaze odluči otići. Kasnije ga Yashin pronađe na livadi kako plače i pošalje nekoliko ubojica da ga ubiju. Nakon što pobije sve napadače Kaze ode do Yashina i ubije ga pandžama.

## Likovi
Timothy Albee je posudio glas trojici likova (koji su jedini imali dijalog) i dao imena svim sporednim.
- Kaze: Tigar mačevalac. Omiljeno oružje mu je katana. Odlučio je osvetiti carsku obitelj nakon što je ubijena. Bio je kapetan carske straže.
- Itsua: Pas krčmar. Lik je dizajniran po autorovom psu.
- Soshi: Yashinov gospodar.
- Yashin: Štakor kojega je Kaze ubio na kraju filma. Radio je za Soshia.

## Knjiga
Postoji knjiga o produkciji Kaze Ghost Warriora zvana Kaze Ghost Warrior-CGI Filmmaking.
Timothy Albee je pisao knjigu dok je radio film tako da knjiga sadrži poprilično detaljne opise rađenja filma. Također ima nekoliko poglavlja o tome kako napraviti dijalog, glazbu, storyboard itd. Knjiga ima preko 300 stranica u crno-bijelom. S obzirom na to da je film rađen na Aljaski autor ponekad napiše neku zgodu koja mu se dogodila. Knjiga također ima dizajn likova, storyboard iz filma, slike itd.

## Budućnost
S Kazeom se rade još dva filma i računalna igra. Sam film je "demo" duže verzije koja se trenutačno radi.

## Poveznice
- Kaze Ghost Warrior u internetskoj bazi filmova IMDb-a
- Ghost Warrior webite u Flashu[neaktivna poveznica]
- Ghost Warrior website[neaktivna poveznica]
- Call of the Wind, članak o Kaze Ghost Warrioru  Arhivirana inačica izvorne stranice od 4. siječnja 2013. (Wayback Machine)
- Kaze Ghost Warrior na AnimWatch  Arhivirana inačica izvorne stranice od 18. prosinca 2005. (Wayback Machine)
- Kaze Ghost Warrior website  Arhivirana inačica izvorne stranice od 27. travnja 2007. (Wayback Machine)